# St. Erhard

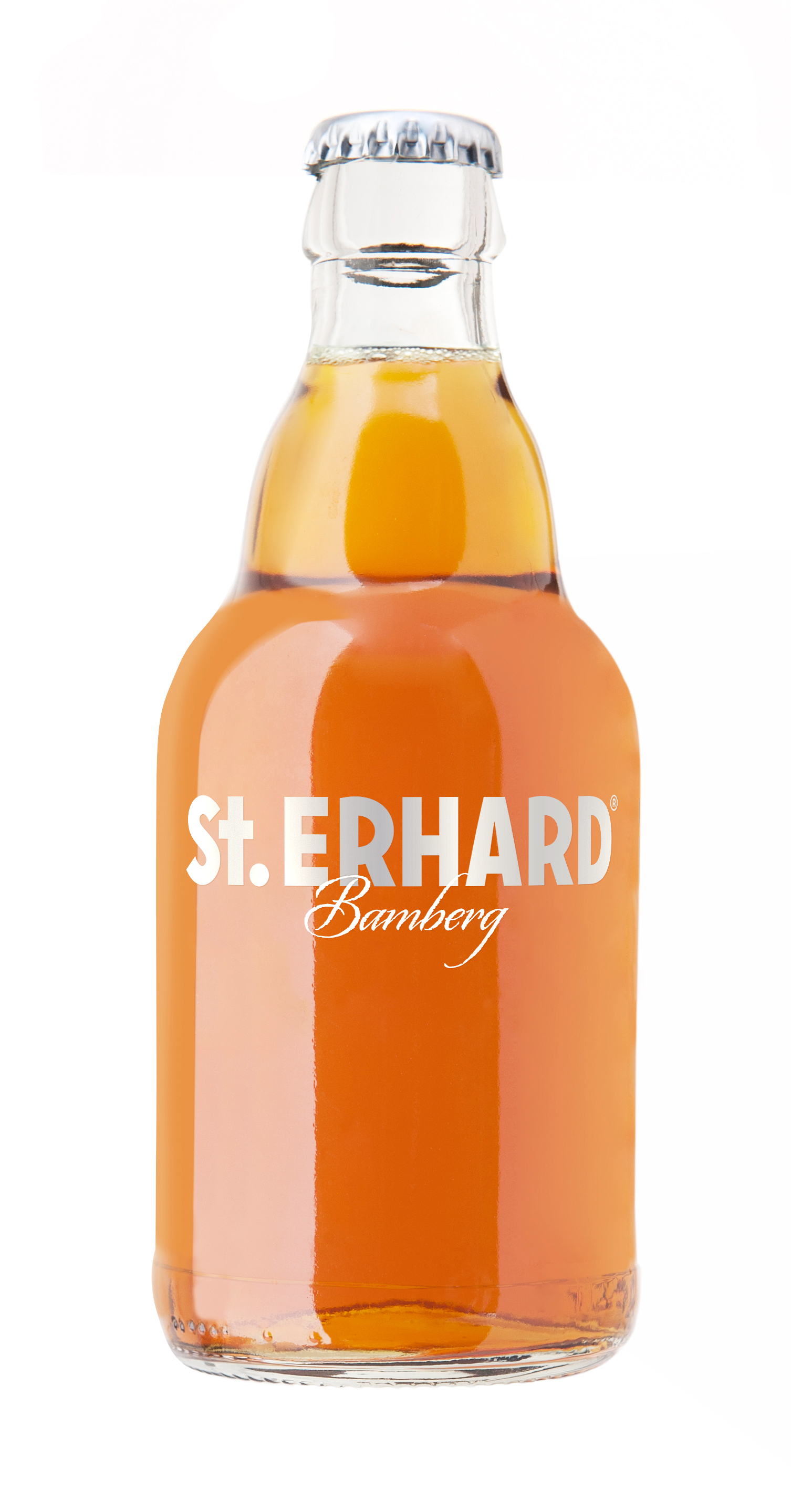
Butelka St. ERHARD

St. Erhard (oryginalnie zapisywany jako St. ERHARD) – marka niemieckiego piwa produkowanego w Bambergu w Bawarii. Piwo plasuje się wśród marek luksusowych i w przeważającej części jest eksportowane do Azji.

## Produkt
Piwo St. Erhard jest wytwarzane zgodnie z Reinheitsgebot (niemieckim prawem czystości) z 1516 roku. Wartość ekstraktu rzeczywistego wynosi 12 stopni Plato a zawartość alkoholu 5%. Piwo produkowane jest w przeważającej mierze na rynek indyjski.

## Marka
Marka plasuje się w kategorii produktów wysokiej jakości. W przeciwieństwie do innych marek piwa, St. Erhard sprzedawane jest w klasycznej, przezroczystej butelce z etykietą nadrukowaną na szkło, które pokryte jest warstwą chroniącą zawartość przed promieniami UV.

## Znak towarowy
Nazwa marki 'St. ERHARD' jest oficjalnie zarejestrowanym znakiem towarowym piwa i związanych z nim produktów i usług.